# Métropole (Turquie)
Pour les articles homonymes, voir Métropole (homonymie).
Une métropole en Turquie est une municipalité de statut supérieur (en turc büyükşehir belediyesi). Elle est elle-même composée de municipalités de premier ordre, les arrondissements ou districts (belediye). Définie à la base dans la constitution turque de 1982 et mise en place à partir de 1984, son statut et ses critères ont été amendés plusieurs fois, notamment lors des réformes constitutionnelles de 2010. À l'origine, les métropoles ne se composaient que des districts centraux les plus urbains d'une province. La loi 6360 en 2012 a créé 13 nouvelles métropoles. Elle a également fait coïncider les territoires des métropoles et des provinces, en rattachant tous les districts d'une province à sa métropole. Aujourd'hui, une métropole doit, pour être constituée, être peuplée d'au moins 750 000 habitants.
Elle doit également remplir des critères relatifs à la densité et à l'espace occupé :
- Les métropoles de plus de 2 000 000 habitants doivent couvrir un rayon de 50 km ;
- celles de 1 000 000 à 2 000 000 habitants doivent couvrir un rayon de 30 km ;
- celles de moins de 1 000 000 habitants doivent couvrir au moins un rayon de 20 km.

Les métropoles sont divisées en districts ou arrondissements (ilçe belediyesi).
Par exemple, dans la province d'Ankara, la métropole Ankara est composée de 25 districts métropolitains.
| Ankara Tekirdağ Balıkesir Bursa Istanbul Kocaeli Sakarya Eskişehir Manisa İzmir Aydın Muğla Denizli Antalya Konya Mersin Adana K. Maraş Kayseri Samsun Ordu Malatya Gaziantep Şanlıurfa Trabzon Erzurum Diyarbakır Mardin Van Hatay |

| Municipalités de métropoles | Date de création | Population (2013) | Nombre de districts |
| --------------------------- | ---------------- | ----------------- | ------------------- |
| Adana                       | 05/06/1986       | 2 149 160         | 15                  |
| Ankara                      | 23/03/1984       | 5 045 083         | 25                  |
| Antalya                     | 09/09/1993       | 2 158 265         | 19                  |
| Aydın                       | 06/12/2012       | 1 020 957         | 17                  |
| Balıkesir                   | 06/12/2012       | 1 162 761         | 20                  |
| Bursa                       | 18/06/1986       | 2 740 970         | 17                  |
| Denizli                     | 06/12/2012       | 963 464           | 19                  |
| Diyarbakır                  | 09/09/1993       | 1 607 437         | 17                  |
| Erzurum                     | 09/09/1993       | 766 729           | 20                  |
| Eskişehir                   | 09/09/1993       | 799 724           | 14                  |
| Gaziantep                   | 20/06/1986       | 1 844 438         | 9                   |
| Hatay (Antioche)            | 06/12/2012       | 1 503 066         | 15                  |
| Mersin (İçel)               | 09/09/1993       | 1 705 774         | 13                  |
| İstanbul                    | 23/03/1984       | 14 160 467        | 39                  |
| İzmir (Smyrne)              | 23/03/1984       | 4 061 074         | 30                  |
| Kayseri                     | 07/12/1988       | 1 295 355         | 16                  |
| Kocaeli                     | 09/09/1993       | 1 676 202         | 12                  |
| Konya                       | 20/06/1986       | 2 079 225         | 31                  |
| Malatya                     | 06/12/2012       | 762 538           | 13                  |
| Manisa                      | 06/12/2012       | 1 359 463         | 17                  |
| Kahramanmaraş               | 06/12/2012       | 1 075 706         | 11                  |
| Mardin                      | 06/12/2012       | 779 738           | 10                  |
| Muğla                       | 06/12/2012       | 866 665           | 13                  |
| Ordu                        | 14/03/2013       | 731 452           | 19                  |
| Sakarya                     | 06/03/2000       | 917 373           | 16                  |
| Samsun                      | 09/09/1993       | 1 261 810         | 17                  |
| Tekirdağ                    | 06/12/2012       | 874 475           | 11                  |
| Trabzon                     | 06/12/2012       | 758 237           | 18                  |
| Şanlıurfa                   | 06/12/2012       | 1 801 980         | 13                  |
| Van                         | 06/12/2012       | 1 070 113         | 13                  |
| Total                       | Total            | 58 999 701        | 519                 |

## Métropoles avant la réforme de 2012
Avant la réforme de 2012, seuls les districts centraux les plus urbains d'une province font partie de la métropole.
| Métropoles     | Population (2009) | Districts |
| -------------- | ----------------- | --- |
| Adalia         | 955.573           | Aksu, Döşemealtı, Kepez, Konyaaltı, Muratpaşa |
| Adana          | 1.563.545         | Çukurova, Karaisalı, Sarıçam, Seyhan, Yüreğir |
| Ankara         | 4.306.105         | Altındağ, Akyurt, Ayaş, Bala, Çankaya, Çubuk, Elmadağ, Etimesgut, Gölbaşı, Kalecik, Kazan, Keçiören, Mamak, Pursaklar, Sincan, Yenimahalle |
| Bursa          | 1.854.285         | Gemlik, Gürsu, Kestel, Mudanya, Nilüfer, Osmangazi, Yıldırım |
| Diyarbakır     | 834.854           | Bağlar, Kayapınar, Sur, Yenişehir |
| Erzurum        | 368.146           | Aziziye, Palandöken, Yakutiye |
| Eskişehir      | 617.215           | Odunpazarı, Tepebaşı |
| Gaziantep      | 1.295.050         | Şahinbey, Şehitkamil, Oğuzeli |
| Istanbul       | 12.782.960        | Adalar, Arnavutköy, Ataşehir, Avcılar, Bağcılar, Bahçelievler, Bakırköy, Başakşehir, Bayrampaşa, Beşiktaş, Beykoz, Beylikdüzü, Beyoğlu, Büyükçekmece, Çatalca, Çekmeköy, Esenler, Esenyurt, Eyüp, Fatih, Gaziosmanpaşa, Güngören, Kadıköy, Kağıthane, Kartal, Küçükçekmece, Maltepe, Pendik, Sancaktepe, Sarıyer, Silivri, Sultanbeyli, Sultangazi, Şile, Şişli, Tuzla, Ümraniye, Üsküdar, Zeytinburnu |
| Kayseri        | 911.984           | Hacılar, İncesu, Kocasinan, Melikgazi, Talas |
| Kocaeli        | 1.422.752         | Başiskele, Çayırova, Darıca, Derince, Dilovası, Gebze, Gölcük, İzmit, Kandıra, Karamürsel, Kartepe, Körfez |
| Konya          | 1.003.373         | Karatay, Meram, Selçuklu |
| Mersin         | 842.230           | Akdeniz, Mezitli, Toroslar, Yenişehir |
| Sakarya        | 548.120           | Adapazarı, Akyazı, Arifiye, Erenler, Ferizli, Hendek, Karapürçek, Sapanca, Serdivan, Söğütlü |
| Samsun         | 519.601           | Atakum, Canik, İlkadım, Tekkeköy |
| İzmir (Smyrne) | 3.276.815         | Aliağa, Balçova, Bayındır, Bayraklı, Bornova, Buca, Çiğli, Foça, Gaziemir, Güzelbahçe, Karabağlar, Karşıyaka, Kemalpaşa, Konak, Menderes, Menemen, Narlıdere, Seferihisar, Selçuk, Torbalı, Urla |